# 鸭大铁路
鸭大铁路，位于吉林省东部，起自梅集铁路鸭园站，至大栗子站。全长113公里。如果以通化站为起点长度为134千米。线路最大坡度达25‰。

## 历史
1937年8月1日，线路由满铁四平街建设事务所勘测设计。1938年3月4日开工，奉天铁道建设事务所发包，日本工程商承包施工。1939年7月20日鸭园至道清间试验通车。1940年6月铺通。1940年7月10日，全线交付运营。
1946年冬，东北民主联军为阻止国民党政府军进犯，毁通化——道清间线路和11公里大桥，堵塞洞口。1947年8月8日，通化市人民政府动员市民、战士及数百名铁路工人，抢修通化-道清间线路、大桥和隧道。11月15日鸭大线全线恢复通车。
1955年，菰园站的环形站改成正线直股，站线由350米展至763米，并更换国产道岔。1978年更换钢筋混凝土轨枕和50公斤／米P型钢轨,鸭园、菰园站客货到发线全部更换大号码道岔，容许速度提高10公里／小时。1985年，在第五浑江大桥上游重建铁路桥，造价349万元。
2003年8月，临江-大栗子站取消客运，撤消望江楼站，通化工务段望江楼养路工区10名职工负责维修、保养这段路，为大栗子铁矿石外运通化钢铁公司。